# Supermanobrabilidade

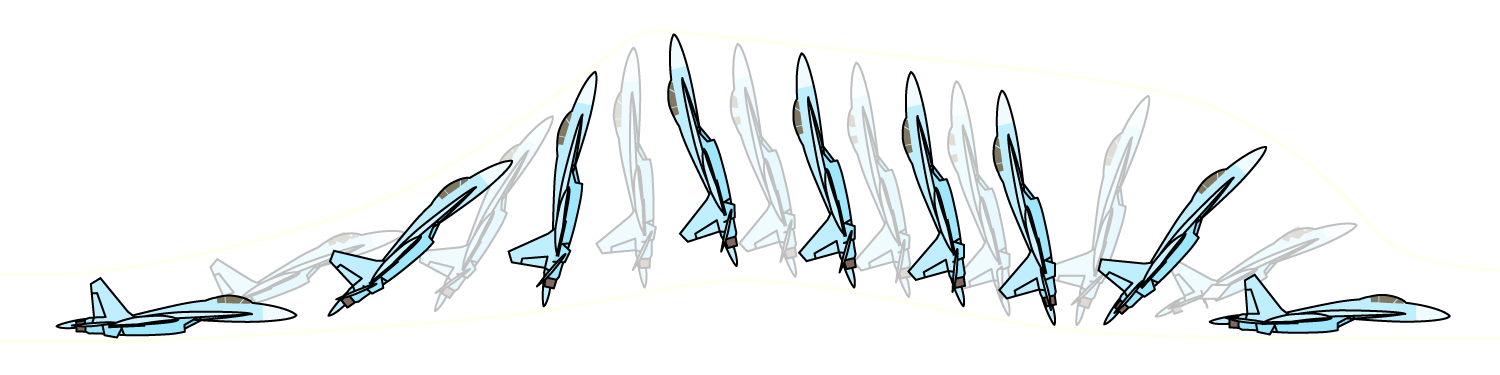
A Pugachev's Cobra é uma acrobacia aérea de teste para a supermanobrabilidade, aqui sendo realizada por um Sukhoi Su-27.

A supermanobrabilidade é a habilidade de uma aeronave em manter-se sob o controle do piloto e realizar manobras, em situações e modos que excedem aquelas usadas em voo convencional ou realizadas por objetos puramente aerodinâmicos.
Tal capacidade foi inicialmente desenvolvida em 1983, e as primeiras aeronaves a apresentá-la foram os caças russos Mikoyan MiG-29 e Sukhoi Su-27. Desde então, tornou-se padrão em suas aeronaves de quarta e quinta gerações de tal matriz. Existe certa especulação, mas o mecanismo detrás da supermanobrabilidade das aeronaves russas permanece desconhecido. Contudo, análises de post-stall tornaram-se mais comuns nos últimos anos, devido ao avanço da capacidade de manobrabilidade com empuxo vetorial nos motores.
A ênfase no combate aproximado e baixa velocidade permitidos pela supermanobrabilidade, contraria a concepção ocidental de "energia-manobrabilidade", desenvolvida pelo coronel americano John Boyd, que favorece a retenção de energia cinética para aumento de ganho, em possibilidades de manobras em embates duradouros.

## Manobrabilidade aerodinâmica x supermanobrabilidade

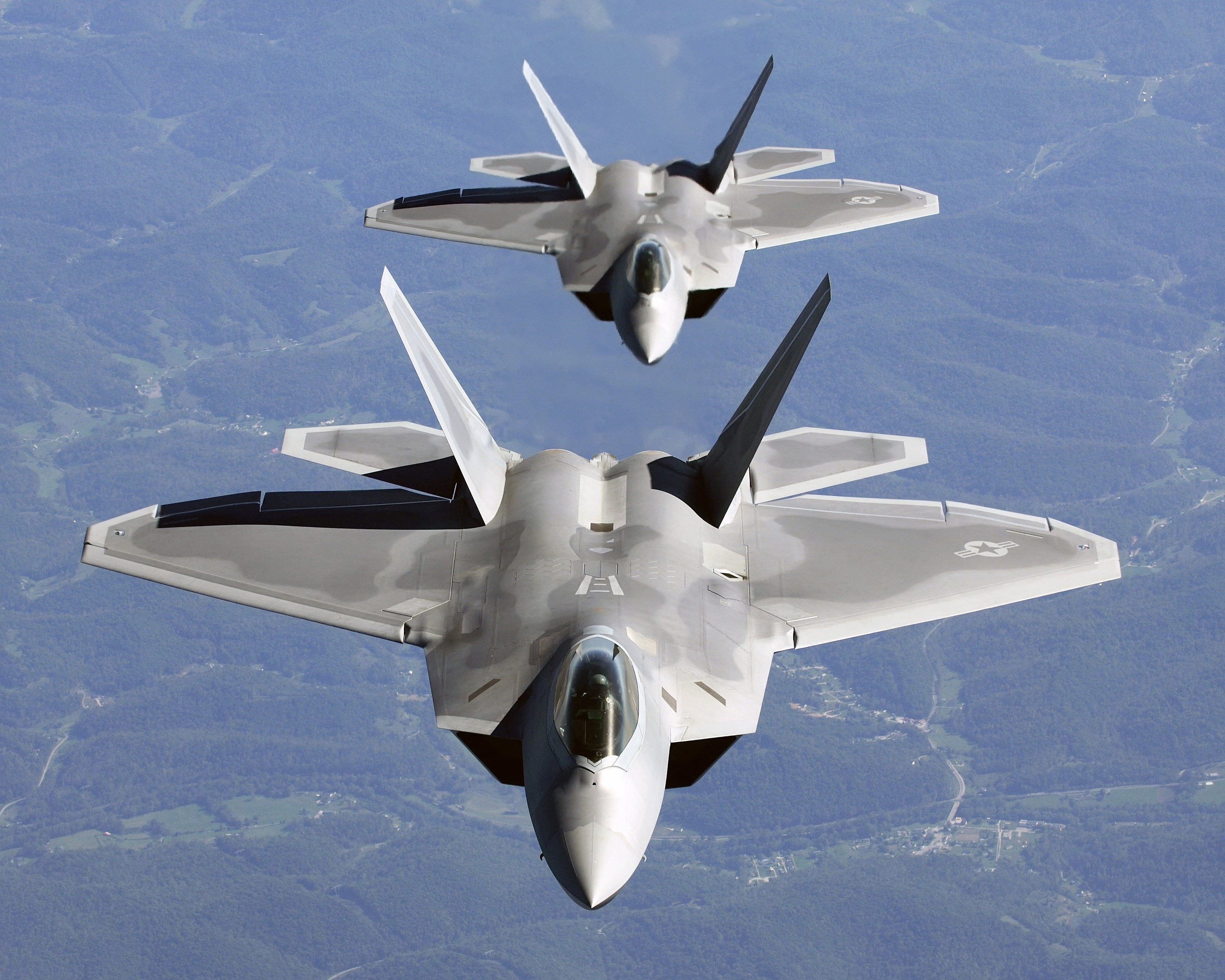
F-22 Raptor, primeira aeronave norte-americana supermanobravel. Possui empuxo vetorial e taxa empuxo-peso de 1.26 por 50% de combustível.

A manobrabilidade tradicional de aeronaves está atrelada ao fluxo de ar que passa pelas superfícies de controle da aeronaves, caso dos ailerons, profundor, flaps, air brakes e leme (navegação). Algumas dessas superfícies de controle podem ser combinadas com os chamados "ruddervators" de lemes V-tail, mas as propriedades básicas continuam inalteradas. Quando a superfície de controle é movida para apresentar um ângulo com o fluxo de ar em sentido contrário, isso altera o fluxo de ar sobre a superfície, mudando a pressão distribuída, aplicando forças sobre o profundor, leme e aileron. O ângulo de controle de superfície deflete e resulta em força direcional sobre a aeronave sendo controlada tanto pelo piloto quanto pelos sistemas de controle dispostos sobre o avião para manter a altitude desejada, assim como o "pitch", "roll" e "heading". Para controle de manobrabilidade convencional ser mantida, a aeronave precisa manter velocidade suficiente e baixo ângulo de ataque para ter fluxo de ar sobre as asas e controle sobre as superfícies de controle. O fluxo de ar diminui assim como a efetividade as superfícies de controle e manobrabilidade. Em outro ponto, se o ângulo de  ataque exceder seu valor crítico, o avião entrará em stall. Os pilotos são treinados para evitar stalls ao realizarem acrobacias aéreas e, especialmente, em combate, já que uma aeronave em stall pode permitir que o oponente ganhe grande vantagem na tentativa de recuperação da perda de velocidade de controle do avião.
A velocidade da aeronave tem ao realizar sua máxima aerodinâmica de manobrabilidade ainda é conhecida como corner airspeed; que em altíssimas velocidades as superfícies de controle não conseguem operar em sua máxima eficiência devido ao estresse elevado e induzida instabilidade devido ao alto fluxo de ar sobre as superfícies de controle. Em baixas velocidades ocorre o redirecionamento do ar sobre elas, o que diminui a força necessária aplicada sobre a aeronave, não levando a taxa máxima. Dessa forma, é ideal manutenção de velocidade na "corner airspeed" para melhor manobrabilidade.
Em uma aeronave com capacidade de supermanobrabilidade, o piloto pode manter a alta taxa de manobrabilidade mesmo abaixo da "corner airspeed", ao menos com controle de limitação de altitude sem perda devido a velocidades abaixo de "stall". Tais aeronaves são capazes de realizar manobras que são impossíveis a sistemas de aerodinâmica convencionais. Recentemente, devido ao aumento de aviões com propulsão a jato, drones tiveram melhorias no potencial de voo com angulos de ataque superiores a 90º, assim como domínios sobre características "post-stall".

## Evidência
Não existe um manual apontando quais exatas características são necessárias para uma aeronave ser classificada como supermanobrável. De qualquer modo, a supermanobrabilidade possui definição própria: a habilidade da aeronave realizar manobras com alto ângulo de ataque que são impossíveis de serem realizadas com aeronaves convencionais. Tais manobras incluem o Pugachev's Cobra e o Herbst maneuver (também conhecido como o "J-turn").
Algumas aeronaves são capazes de realizar o Pugachev's Cobra sem ajuda de mecanismos que ajudam em manobras post-stall, caso do empuxo vetorial; Caças avançados da quarta geração como o Su-27, MiG-29, juntamente com suas variantes, são capazes de realizar tais manobras utilizando motores convencionais sem empuxo vetorial. A habilidade de tais aviões para realiza-las está relacionada a inerente instabilidade de tais em comportamento post-stall.

## Aeronaves supermanobravéis atualmente em uso
- Mig-29
- Sukhoi Su-27
- Mikoyan MiG-35
- Lockheed Martin F-22 Raptor
- Sukhoi Su-35
- Sukhoi PAK FA